# Zagródki (Szczerzec)
Zagródki (ukr. Загородки) – dawniej wieś, obecnie część osiedla typu miejskiego Szczerzec (ukr. Щирець) na Ukrainie w rejonie pustomyckim obwodu lwowskiego. Leżała na zachód od Szczerca, wzdłuż ulicy Zagródki (Zahorodki).
Dawniej wieś, utworzona w zachodniej części gminy katastralnej Szczerzec; w 1880 roku mieszkało tu 188 ludzi (48 Rusinów, 17 Polaków i 52 Niemców. 
W II Rzeczypospolitej początkowo gmina jednostkowa w powiecie lwowskim województwie lwowskim. W 1921 liczba mieszkańców gminy Zagródki wynosiła 96 (14budynków). W związku z reformą administracyjną kraju 1 sierpnia 1934 Zagródki weszły w skład wiejskiej zbiorowej gminy Ostrów w powiecie lwowskim, w obrębie której utworzyły gromadę, składającą się z samej miejscowości Zagródki.
Podczas II wojny światowej weszły w skład powiatu lwowskiego (Kreishauptmannschaft Lemberg), należącego do dystryktu Galicja w Generalnym Gubernatorstwie, gdzie zostały włączone do nowo utworzonej gminy Szczerzec; liczba mieszkańców w 1943 roku wynosiła 68.
Po II wojnie światowej znalazły się w strukturach ZSRR (Ukraińskiej SRR), gdzie zostały włączone do Szczerca.